# Una sinfonia alpina
Una sinfonia alpina (Eine Alpensinfonie) nota anche come Sinfonia delle alpi, op. 64, è un poema sinfonico scritto dal compositore tedesco Richard Strauss nel 1915. Anche se considerato come una sinfonia dal compositore, questo pezzo rinuncia alle convenzioni della tradizionale sinfonia e si compone di ventidue sezioni continue di musica. La storia di Una sinfonia alpina rappresenta le esperienze di undici ore (dal crepuscolo poco prima dell'alba fino al calar della notte seguente) trascorse scalando una montagna alpina. Una sinfonia alpina  è uno dei maggiori lavori non operistici di Strauss in termini di forza d'esecuzione: la partitura prevede circa 125 esecutori in totale. L'esecuzione di solito dura circa 50 minuti.
Questo pezzo era l'ultimo poema sinfonico scritto da Strauss, un genere che ha guadagnato la popolarità al compositore alla fine del 1880 e il 1890 con opere come Don Juan (1888), I tiri burloni di Till Eulenspiegel (1895), Così parlò Zarathustra (1896), Don Quixote (1897), e Ein Heldenleben (1897-1898). Al tempo della composizione di Una sinfonia alpina, però, Strauss aveva rivolto la sua attenzione lontano dai poemi sinfonici ed era diventato ben affermato come uno dei più grandi compositori operistici di quel periodo.
Anche se considerata una delle opere meno eseguite di Strauss (per una serie di motivi, tra cui il gran numero di musicisti richiesti), il pezzo è talmente popolare che nel 1981 una registrazione discografica dell'opera, eseguita dall'Orchestra Filarmonica di Berlino diretta da Herbert von Karajan è diventata il primo compact disc per utilizzo commerciale.

## Storia

### Composizione
Eine Alpensinfonie fu completata nel 1915, undici anni dopo il completamento del suo immediato predecessore nel genere del poema sinfonico, Sinfonia domestica. Nel 1911 Strauss scrisse di volersi torturare con una sinfonia - un lavoro che, in fin dei conti, mi diverte ancor meno di inseguire scarafaggi.
Un punto di influenza viene dall'amore Strauss per la natura. Da ragazzo, Strauss ha vissuto un'avventura alpina simile a quella descritta nel suo poema sinfonico: lui e un gruppo di alpinisti persero la strada a capo di una montagna, furono coinvolti in una tempesta si bagnarono lungo la discesa. Strauss amava le montagne, tanto che nel 1908 ha edificato una villa a Garmisch-Partenkirchen, in Baviera, che vantava una vista mozzafiato sulle Alpi. Questo interesse per la natura può anche indicare quelli seguenti per il filosofo Friedrich Nietzsche.
I progetti originali di Una sinfonia alpina furono iniziati nel 1899. Doveva essere scritto in memoria di un pittore svizzero, Karl Stauffer-Bern, e il lavoro fu originariamente intitolato Künstlertragödie (Tragedia di un artista). Questo cadde sul margine, ma Strauss iniziò un nuovo lavoro di quattro movimenti denominato Die Alpen (Le Alpi), in cui ha usato parti del progetto originale del 1899. Il primo movimento di Die Alpen si è evoluto nel nucleo di Eine Alpensinfonie. Gli abbozzi furono scritti, ma Strauss alla fine lasciò il lavoro incompiuto.
Anni dopo, alla morte del suo buon amico Gustav Mahler nel 1911, Strauss decise di rivisitare il lavoro. Nel suo diario, il giorno dopo aver appreso della morte di Mahler, Strauss scrisse:
"La morte di questo aspirante, idealista, energico artista [è] una grave perdita ... Mahler, l'Ebreo, potrebbe raggiungere la quota nel Cristianesimo. Come un vecchio uomo l'eroe Wagner ritornò in esso sotto l'influenza di Schopenhauer. È chiaro per me che la nazione tedesca vorrà ottenere una nuova energia creativa solo per liberarsi dal Cristianesimo ... Chiamerò la mia sinfonia alpina: Der Antichrist, dato che rappresenta: purificazione morale attraverso una propria forza, liberazione attraverso il lavoro, culto dell'eterno, splendida natura".
Il progetto risultante del lavoro doveva essere un lavoro in due parti dal titolo Der Antichrist; Eine Alpensinfonie. Tuttavia, Strauss non ha mai finito la seconda parte. Invece, omise la prima metà del titolo (dal nome di un saggio scritto da Nietzsche nel 1888) e chiamò il suo singolo movimento di lavoro semplicemente Eine Alpensinfonie. Dopo tanti anni di composizione intermittente, una volta che Strauss cominciò a lavorare al pezzo sul serio, lo sviluppo è stato rapido. Strauss si è spinto fino al punto da notare che ha composto Una sinfonia alpina "proprio come una mucca dà latte". L'orchestrazione iniziò il 1º novembre 1914 ed è stata completata dal compositore solo tre mesi più tardi. L'intero brano è stato terminato l'8 febbraio 1915. In riferimento a questo, la sua ultima opera puramente sinfonica, Strauss ha notoriamente commentato alla prova generale per la première di Una sinfonia alpina che finalmente aveva imparato ad orchestrare. La partitura è stata dedicata "in profonda gratitudine" al conte Nicolaus Seebach, direttore della Semperoper di Dresda, dove quattro opere Strauss furono rappresentate a quel tempo.

### Première e ricezione
La première di Eine Alpensinfonie avvenne il 28 ottobre 1915, con Strauss come direttore della Dresden Hofkapelle a Berlino. La performance ha avuto reazioni contrastanti. Alcuni addirittura la chiamarono "musica cinema". Strauss stesso era felice di come questo pezzo si è rivelato, tuttavia, ed un amico ha scritto nel 1915 che "è necessario ascoltare Una sinfonia alpina il 5 dicembre. È davvero un buon pezzo!"
Anche se un po' controverso, si ritiene generalmente che la prima americana di Una sinfonia alpina sia stata eseguita da Ernst Kunwald a capo della Cincinnati Symphony Orchestra il 25 aprile 1916. Kunwald ed alcuni "Cincinnati influenti" avevano avuto grandi dolori per ottenere il brano dalla Germania in guerra e per essere la prima orchestra ad eseguire un lavoro nuovo di Strauss in America. Come risultato, Una sinfonia alpina era stata originariamente prevista per la prima volta a Cincinnati il 4 maggio dello stesso anno. Tuttavia, quando Leopold Stokowski ha improvvisamente annunciato che avrebbe presentato in anteprima il lavoro con la Philadelphia Orchestra il 28 aprile, Kunwald e la Cincinnati Symphony Orchestra iniziò immediatamente la preparazione del pezzo. Il 25 aprile, l'orchestra era finalmente in grado di provare Una sinfonia alpina fino in fondo ad una prova a Cincinnati e due giorni dopo mandò a dire ai giornali locali di invitare clienti ad una performance del brano, in quello stesso giorno, a mezzogiorno. In definitiva, duemila persone hanno partecipato a questa prima non ufficiale americana del lavoro. Grazie alla loro rapidità nell'organizzazione del concerto, questa prima si è svolta poco più di 24 ore prima dello spettacolo a Philadelphia.

## Orchestrazione
Strauss ha scritto Eine Alpensinfonie per la seguente grande orchestra:
- Legni: 4 flauti (III. e IV. anche ottavini), 3 oboi (III. anche corno inglese), heckelphone, clarinetto in Mib, 2 clarinetti in Sib, clarinetto basso (anche clarinetto in Do), 4 fagotti (IV. anche controfagotto)
- Ottoni: 8 corni (V., VI., VII. e VIII. anche tube wagneriane), 4 trombe, 4 tromboni (due tenori, uno basso e uno contrabbasso in fa), 2 tube, 12 corni dietro la scena, 2 trombe dietro la scena, 2 tromboni dietro la scena
- Percussioni: timpani (2 esecutori), tamburo, grancassa, piatti, triangolo, glockenspiel, tam-tam, campanacci, eolifono
- Tastiere: celesta, organo
- 2 arpe
- Archi: 18 violini I, 16 violini II, 12 viole, 10 violoncelli, 8 contrabbassi

Strauss ha inoltre suggerito che le arpe ed alcuni legni dovrebbero essere raddoppiati, se possibile, e ha indicato che il numero stabilito di suonatori di archi dovrebbe essere considerato come minimo.
L'uso dell'Aerophon di Samuel (Strauss ha probabilmente frainteso il nome - è stato originariamente chiamato Aerophor) è prescritto nella lista di strumentazione. Questo lungo-estinto dispositivo, inventato dal flautista belga Bernhard Samuel nel 1912 per aiutare i suonatori di strumenti a fiato nel sostenere note lunghe senza interruzione, era una pompa a piede con un tubo d'aria che si estende alla bocca dell'esecutore. I suonatori moderni di oboe, clarinetto (e alcuni fagottisti) utilizzano la tecnica della cosiddetta respirazione circolare, per cui è possibile inalare attraverso il naso per sostenere il suono accoppiando la pressione di soffiaggio in bocca. Questa tecnica è in realtà vecchia di secoli e la sua ubiquità è probabilmente la ragione per cui l'Aerophor non ha preso piede - in realtà non era necessario.

## Programma
Anche se eseguita come un movimento continuo, Eine Alpensinfonie ha un programma distinto che descrive ogni fase del viaggio alpino in ordine cronologico. La partitura comprende i seguenti titoli di sezione (non numerati in essa):
- 1. Nacht (Notte)
- 2. Sonnenaufgang (Alba)
- 3. Der Anstieg (L'ascesa)
- 4. Eintritt in den Wald (Ingresso nel bosco)
- 5. Wanderung neben dem Bache (Passeggiata lungo il ruscello)
- 6. Am Wasserfall (Alla cascata)
- 7. Erscheinung (Apparizione)
- 8. Auf blumigen Wiesen (Sui prati fioriti)
- 9. Auf der Alm (Sul pascolo alpino)
- 10. Durch Dickicht und Gestrüpp auf Irrwegen (Tra roveti e boscaglia sui sentieri sbagliati)
- 11. Auf dem Gletscher (Sul ghiacciaio)
- 12. Gefahrvolle Augenblicke (Momenti pericolosi)
- 13. Auf dem Gipfel (Sulla vetta)
- 14. Vision (Visione)
- 15. Nebel steigen auf (Sale la nebbia)
- 16. Die Sonne verdüstert sich allmählich (Il sole si oscura gradualmente)
- 17. Elegie (Elegia)
- 18. Stille vor dem Sturm (Calma prima della tempesta)
- 19. Gewitter und Sturm, Abstieg (Temporale e tempesta, Discesa)
- 20. Sonnenuntergang (Tramonto)
- 21. Ausklang (Epilogo)
- 22. Nacht (Notte)

## Temi, forma ed analisi
Eine Alpensinfonie si apre su un unisono in Si bemolle di archi, corni, fagotti, clarinetto basso e clarinetti. Da questa nota una scala minore di Si bemolle scende lentamente. Ogni nota nuova è sostenuta fino a quando, alla fine, ogni grado della scala si sente contemporaneamente, creando una "massa opaca" di tono che rappresenta la profonda notte misteriosa sulla montagna. Tromboni e tuba emergono da questo suono solennemente per declamare il tema della montagna, un motivo maestoso che ricorre spesso nelle sezioni successive del pezzo.
Questo passaggio è un raro esempio di utilizzo di politonalità da parte di Strauss, come lo spostamento dell'armonia nella parte centrale del tema montagna (che include una triade in Re minore) si scontra fortemente con le note sostenute della scala minore di Si bemolle. Quando la notte cede il passo alla luce del sole in Sonnenaufgang, si ode una gloriosa scala di La maggiore discendente, che si riallaccia idealmente a quella d'apertura raffigurante la notte.
In termini di forma, la sezione denominata "Der Anstieg" può essere vista come la fine della lenta introduzione dell'Alpensinfonie e l'inizio del vero e proprio Allegro della sinfonia. Armonicamente, questo passaggio si allontana dal buio Si bemolle minore di apertura e stabilisce con fermezza la tonalità di Mi bemolle maggiore. È in Der Anstieg che Strauss presenta due principali motivi musicali che prominentemente ritorneranno in tutto l'intero pezzo. Il primo è un tema di marcia pieno di ritmi puntati, che si presenta negli archi bassi e nell'arpa, la cui forma suggerisce in realtà l'atto fisico di salire attraverso l'uso di grandi salti verso l'alto. Il secondo tema è un'acuta e trionfale fanfara suonata dagli ottoni che viene a rappresentare i più duri e pericolosi aspetti della salita. È solo dopo la comparsa di questo secondo motivo di salita che sentiamo i suoni lontani di una battuta di caccia, abilmente rappresentati da Strauss attraverso l'uso di una banda fuori scena di dodici corni, due trombe e due tromboni. Come Norman Del Mar sottolinea, "le fanfare sono interamente non motiviche e né i corni da caccia, né le loro frasi, sono riascoltate in tutto il brano". L'utilizzo di particolari motivi musicali e strumentazione in questo passaggio rafforza l'idea della distanza creata dal collocamento fuori scena. Questi suoni appartengono ad un gruppo di persone in un cammino completamente diverso.
Entrando nel bosco c'è un brusco cambiamento della struttura e dello stato d'animo- i "toni strumentali s'incupiscono come il fitto fogliame che oscura la luce del sole". Un nuovo tema sinuoso è presentato dai corni e i tromboni seguiti da una versione più rilassata del tema di marcia. Richiami di uccelli si odono nei legni più alti e un quartetto d'archi solista conduce la transizione verso la prossima sezione musicale.
La parte seguente del pezzo può essere interpretata come un grande sviluppo, come la sezione che comprende diverse fasi della salita.
In Wanderung neben dem Bache c'è un senso crescente di energia-accelerando, il passaggio lascia il posto a scale figurative a cascata nei legni e negli archi e segna l'inizio della sezione che si svolge Am Wasserfall. La brillante, scintillante scrittura strumentale in questo passaggio lo rende uno dei più "vivamente specifici" momenti all'interno dell'Alpensinfonie. La sezione successiva Auf blumigen Wiesen fa ampio uso di orchestrale pittorialismo - il prato è suggerito da un contesto delicato di accordi di violini, il tema di marcia si sente dolcemente nei violoncelli e punti isolati di colore (brevi note nei legni, arpa e pizzicato delle viole, che rappresentano piccoli fiori alpini) punteggiano il paesaggio. Nella sezione seguente, che si svolge Auf der Alm, l'uso di campanacci, richiami di uccelli, un motivo di jodel, e anche il belare delle pecore (rappresentato attraverso il flatterzunge di oboe e clarinetto in mi bemolle) crea una forte immagine visiva e uditiva. Quando gli alpinisti vanno avanti l'andatura si fa un po' più difficile, tuttavia, e in Gefahrvolle Augenblicke l'idea di insicurezza e di pericolo è abilmente suggerito dalla frammentarietà della struttura e l'utilizzo del secondo tema di salita appuntito.
Improvvisamente ci troviamo Auf dem Gipfel quando quattro tromboni presentano un tema conosciuto come "il motivo del picco", la cui forma (con i suoi salti potenti verso l'alto di quarta e quinta) ricorda la famosa apertura di Also sprach Zarathustra. Questo passaggio è il fulcro della partitura e dopo che un oboe solista balbetta una melodia esitante la sezione si trasforma gradualmente con una successione di temi sentiti in precedenza, che infine culminano in quello che Del Mar chiama il "tanto atteso culmine emotivo della sinfonia": una ricapitolazione del tema del sole, ora gloriosamente proclamato in Do maggiore.
Con un'interruzione improvvisa di tonalità in Fa# maggiore, tuttavia, il pezzo viene spinto verso la sezione successiva, intitolata Vision. Questo è un passaggio un po' di sviluppo che riprende a poco a poco molti dei temi musicali principali della sinfonia insieme e che è composto da armonie instabili, mutevoli. È in questa porzione del pezzo che l'organo entra per la prima volta, aggiungendo ancor più profondità alle già enormi forze d'esecuzione di Strauss. Con la declamazione del motivo della montagna in tonalità originale di Si bemolle minore di tutti gli ottoni alla fine di questo passo, Del Mar ritiene che "il senso di appagamento è completo, la ripresa è iniziata, e la struttura della sinfonia ha, in modo simile a Bruckner, trovato il suo culmine logico".
Subito dopo questo apice musicale, tuttavia, vi è un brusco spostamento di umore e carattere nella sezione intitolata Nebel steigen auf. Questa atmosfera di tensione e ansia continua a crescere per le prossime due sezioni (Die Sonne verdüstert sich allmählich e Elegie). Nel momento in cui il pezzo raggiunge Stille vor dem Sturm un rullo di tamburi inquietante, tentativi falliti di ricreare il motivo balbettante dell'oboe sentito in precedenza sulla vetta, le gocce di pioggia isolate (brevi note nei legni più alti e nel pizzicato dei violini), lampi di fulmini (nell'ottavino), l'uso di una macchina di vento, e suggerimenti delle tenebre (attraverso l'uso di una scala discendente che ricorda l'apertura della "Notte") portano il pezzo in tutta la furia della tempesta.
Gewitter und Sturm, Abstieg segna l'inizio dell'ultima fase del viaggio descritto nell'Alpensinfonie. È in questo passaggio che Strauss prevede il massimo della strumentazione in tutto il pezzo, compreso l'uso di una macchina del tuono (Donnermaschine) e il pesante uso dell'organo. In esecuzioni moderne questi suoni possono essere eseguiti con effetti sonori sintetizzati per creare un effetto ancora più tremendo. Quando gli alpinisti inzuppati velocemente ritornano sui propri passi giù per la montagna e passano attraverso una scena familiare una dopo l'altra, molte delle idee musicali introdotte in precedenza nel pezzo si odono ancora una volta, ma questa volta in ordine inverso, ad un ritmo molto veloce, e in combinazione con la furia della tempesta. Alla fine, comunque, la tempesta musicale comincia a placarsi. La pesante pioggia battente è sostituita ancora una volta da gocce isolate nei legni e nelle corde pizzicate, il tema della montagna è proclamato dagli ottoni nella tonalità originale di Si bemolle minore, e il pezzo viene gradualmente introdotto in un bel Sonnenuntergang. È qui che alcuni ritengono cominciare la "coda" della sinfonia. Piuttosto che presentare un nuovo materiale musicale, queste ultime tre sezioni sono piene di "nostalgia malinconica" per i bei momenti passati in precedenza nel pezzo.
In Sonnenuntergang il tema del sole è dato da un lento ed ampio trattamento, fino a raggiungere il culmine radioso che muore in Ausklang. Questa sezione, distinta per essere suonata "in estasi dolce", in parallelo alla sezione precedente Vision, ma con carattere molto più morbido e più pacifico. Alla fine l'armonia si muove dal Mi bemolle maggiore stabilita in Ausklang (una chiave che affianca quello di Der Anstieg, l'inizio dell'"esposizione" dell'Alpensinfonie) torna all'oscurità e al mistero del Si bemolle minore. In questi momenti oscuri finali del pezzo la scala discendente sostenuta dell'apertura "Notte" si ode ancora una volta, raggiungendo una profondità di sei ottave complete. Come gli ottoni emergono dal suono per proclamare profondamente il tema della montagna un'ultima volta, è quasi come se "i contorni giganti della massa nobile possono semplicemente essere individuati nel buio" (Del Mar). Nelle ultime poche battute i violini suonano una lenta e struggente variazione sul tema di marcia che termina con un finale e morente glissando all'ultima nota.

## Discografia parziale
| Direttore            | Orchestra                          | Anno di registrazione | Etichetta           | Numero di catalogo |
| -------------------- | ---------------------------------- | --------------------- | ------------------- | ------------------ |
| Richard Strauss      | Bavarian State Orchestra           | 1941                  | Preiser Records     | 90205              |
| Karl Böhm            | Staatskapelle Dresden              | 1957                  | Deutsche Grammophon | 463190             |
| Rudolf Kempe         | Staatskapelle Dresden              | 1971                  | EMI Classics        | 64350              |
| Zubin Mehta          | Los Angeles Philharmonic Orchestra | 1975                  | Decca               | 470954             |
| Sir Georg Solti      | Bavarian Radio Symphony Orchestra  | 1979                  | Decca               | 440618-2           |
| Herbert von Karajan  | Berliner Philharmoniker            | 1980                  | Deutsche Grammophon | 439017             |
| Herbert Blomstedt    | San Francisco Symphony             | 1988                  | Decca               | 421815             |
| André Previn         | Wiener Philharmoniker              | 1990                  | Telarc              | 80211              |
| Christian Thielemann | Wiener Philharmoniker              | 2006                  | Deutsche Grammophon | 469519             |
| Antoni Wit           | Staatskapelle Weimar               | 2006                  | Naxos               | 8.557811           |
| Bernard Haitink      | London Symphony Orchestra          | 2009                  | LSO Live            | 689                |